# Dům Bohuslava Schnircha
Dům Bohuslava Schnircha je novorenesanční dům na Vinohradech v Praze 2 v Mikovcově ulici. Dům si v roce 1875 postavil sochař Bohuslav Schnirch podle návrhu významného českého architekta 19. století Antonína Wiehla. Schnirchův dům je první Wiehlovou realizací činžovního domu. Autorem návrhu sgrafit na fasádě je sám stavebník Bohuslav Schnirch. Pro svou architektonickou hodnotu a význam v historii Prahy a její architektury je dům zapsán jako kulturní památka.

## Popis domu

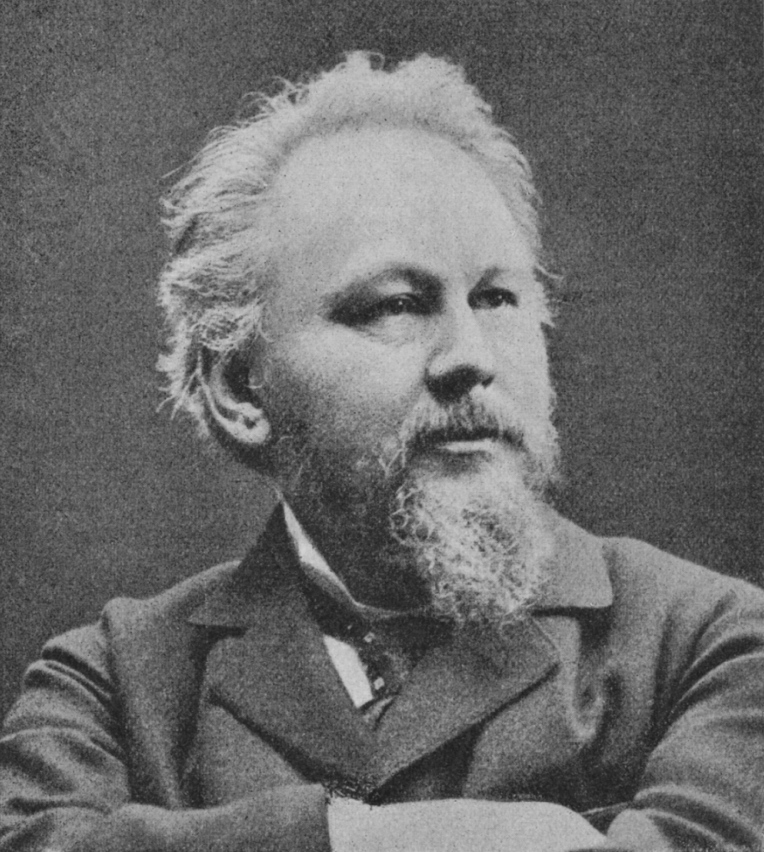
Antonín Wiehl – architekt

Řadový dvoupatrový novorenesanční činžovní dům s pěti osami je situovaný uprostřed domovního bloku s průčelím do Mikovcovy ulice. V prvém a druhém patře byly projektovány byty, v přízemí ateliéry a obchody. Návrh domu Wiehl vypracoval ve třech variantách. Ve Wiehlově pozůstalosti je zachován původní návrh (1874) výrazně ovlivněný italskou renesancí.Wiehl se inspiroval florentským palácem Quadagni (bosovaná rustika v parteru, okna mezi portály, obruba oken a portálů obíhající kolem a nekončící v oblouku, otevřená lodžie se sloupy v 3. patře, sgrafitové vlysy a rozety) a Riccardi (odstupňování fasády od bosáže po hladkou zeď, tvar oken, sgrafitový vlys pod prvním patrem a pod hlavní konzolí domu). Návrh realizovaný v roce 1875 Josefem Martinem a Janem Zeyerem (který na návrhu domu s Wiehlem spolupracoval) je založen na stejných motivech, ale je podstatně jednodušší a méně honosný. Výzdobu přízemí domu tvoří plošná rustika a bossované portály nad vchodovými dveřmi a výkladci.

### Sgrafita a jejich motivy
V návrhu průčelí Wiehl pouze vymezil plochu pro sgrafita a svou představu o barvě a námětech výzdoby. Návrhy sgrafit si zpracoval sám investor sochař Bohuslav Schnirch. Fasádu průčelí člení mezi prvním a druhým patrem sgrafitový pás. Schnirch v něm uplatnil klasické, antické a renesanční výrazové prostředky a navrhl výjevy s tematikou své umělecké profese. Na vlysu jsou zobrazeny dva průvody postav přicházející z obou stran ke stylizovanému chrámu Umění jako ústřednímu motivu na středové ose domu nad jeho hlavním vchodem. Z levé strany se k chrámu blíží bakchický průvod satyrů, tančících mainad s hudebníky. Dva vozy vezou Dionýsa a Siléna. Zprava přichází průvod žen s nádobami, starci a muži přivádějí obětního býka a berana a za nimi jede skupina mladých mužů na vzpínajících se koních. V chrámu vprostřed vlysu je zobrazena ženská postava symbolizující Umění, kterou obklopují dětské postavičky nesoucí tabulky s nápisy „pictura“, „scultura“, „architectura“ a „musica“. Pod chrámem Umění doplňuje centrální motiv ve štuku provedená hlava Medusy nad hlavním vchodem do domu. Nad prostředním oknem prvního patra je sgrafito s osmi amory, kteří lámou větve a udržují dřevem oheň na obětním oltáři. Sgrafita na domě provedl podle Schnirchových návrhů architekt Jan Zeyer.

### Význam domu v dějinách novorenesanční architektury
Dům je významný v historii pražské novorenesanční architektury. Je jedním z prvních domů zdobených sgrafity. O uplatnění sgrafit na nájemních domech se zasloužil Josef Schulz, který podmínky pro sgrafitovou tvorbu studoval před rekonstrukcí Schwarzenberského paláce. Poté se sgrafito počíná objevovat na nově stavěných domech navrhovaných zejména architekty Antonínem Wiehlem a Janem Zeyerem a s oblibou je navrhovala řada malířů a sochařů (Jan Koula, František Urban, Josef Fanta, František Ženíšek, Mikoláš Aleš, Celda Klouček, K.V.Mašek, Láďa Novák, Arnošt Hofbauer). Podobně jako se Schnirchem Wiehl v dalších letech na výzdobě navrhovaných domů spolupracoval s nejvýznamnějšími českými sochaři a malíři, především Josefem Václavem Myslbekem, Mikolášem Alešem a dalšími uměleckými osobnostmi generace Národního divadla Podobné motivy výzdoby Wiehl použil u bratrova Wiehlova domu čp. 560 ve Slaném

## Dobové reakce na Wiehlův styl
Wiehlův kolega architekt Jan Koula jeho úsilí o formulování nového pojetí novorenesanční architektury definoval v roce 1883 ve Zprávách Spolku architektů jako "výklad o vývoji a stylu A. Wiehla" ve "........Wiehl bojuje o nové vyjádření architektonické na základě vzorů, pro Prahu a Čechy XVI. a XVII. století typických a ukázal k nim poprvé, když postavil svůj "sgrafitový domek" v Poštovské ulici. Od té doby pilně sbíral památky naší renesance, studovala je a kde mu bylo možno, hleděl jich užíti na svých stavbách. Wiehlovým přičiněním mluví se o "české renesanci; cítíme oprávněnost tohoto názvu, ale nikdo dosud nestanovil přesně, v čem ráz těch staveb záleží...."O uplatnění sgrafit na novorenesančních domech Koula referoval v článku "Domy pp.architektů V.Skučka a J.Zeyera"

## Galerie

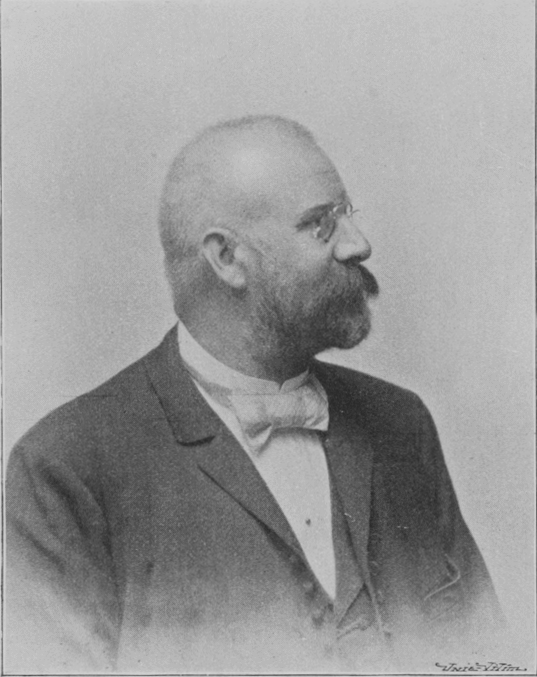
Bohuslav Schnirch – stavebník a autor návrhu sgrafit
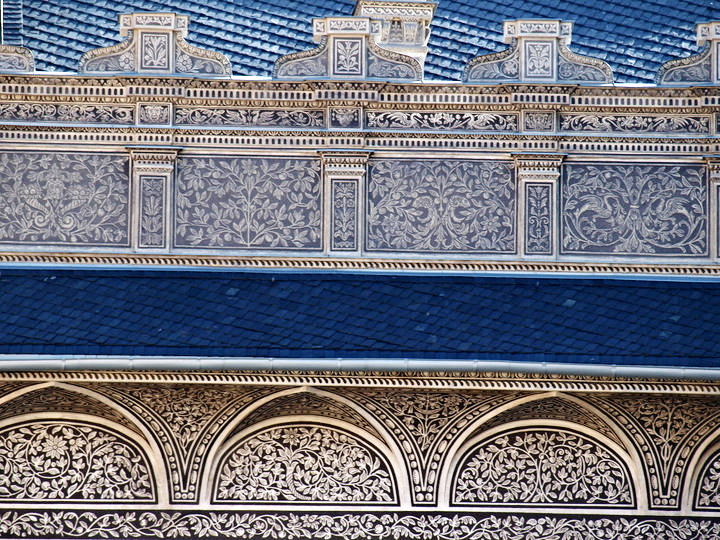
Schwarzenberský palác – detaily sgrafit, které Wiehla a Schnircha inspirovaly
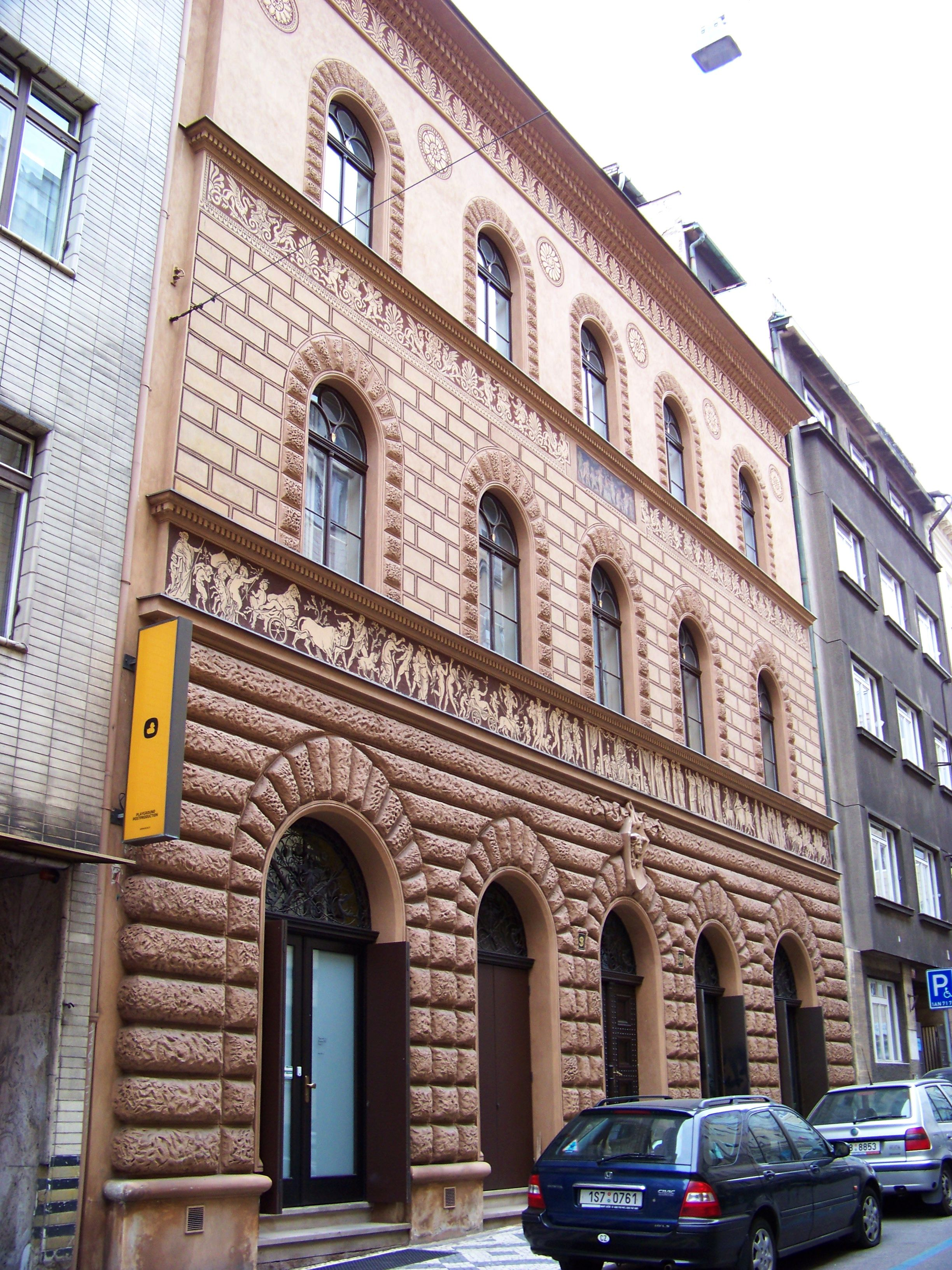
Schnirchův dům
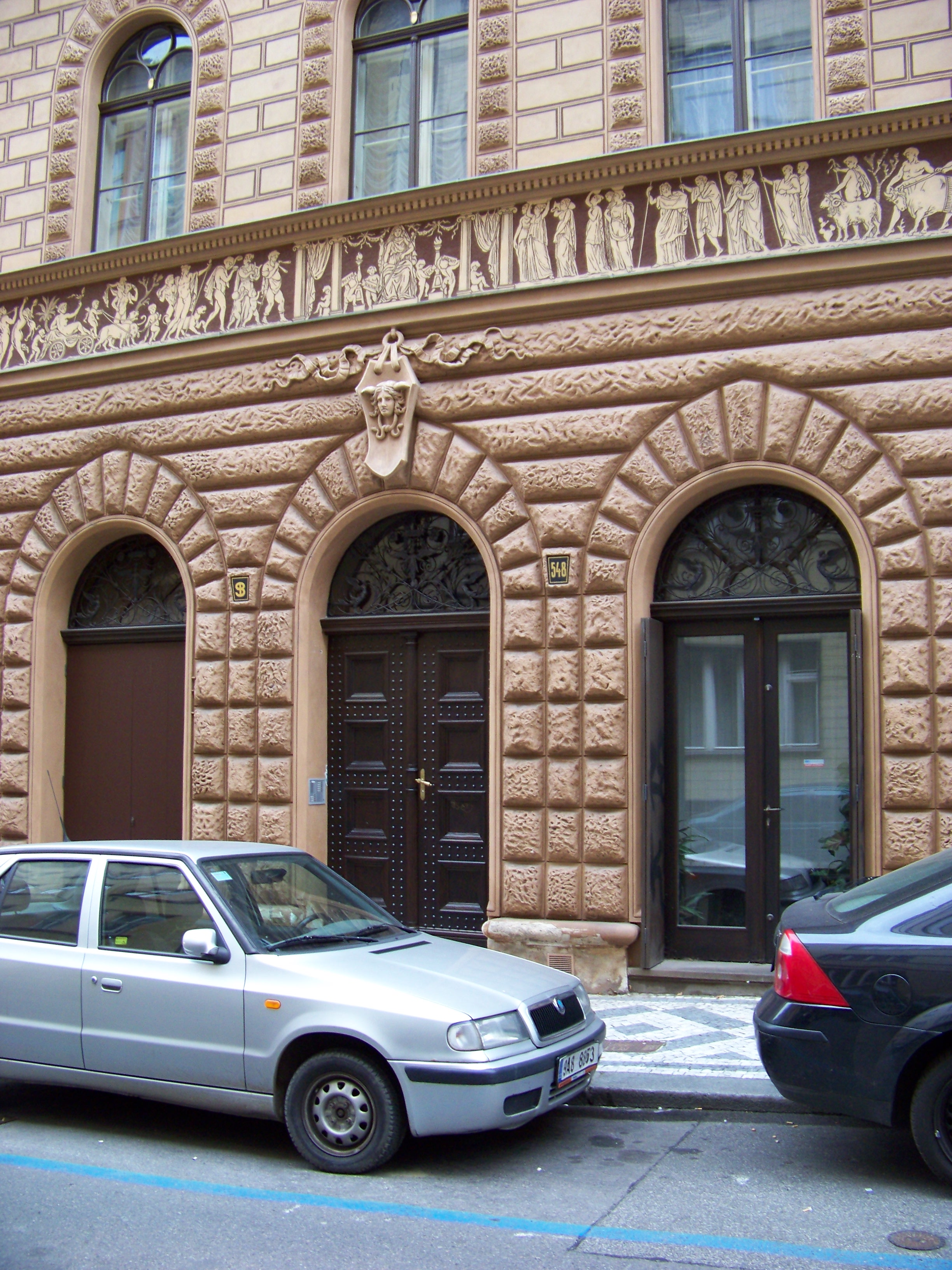
Vchod
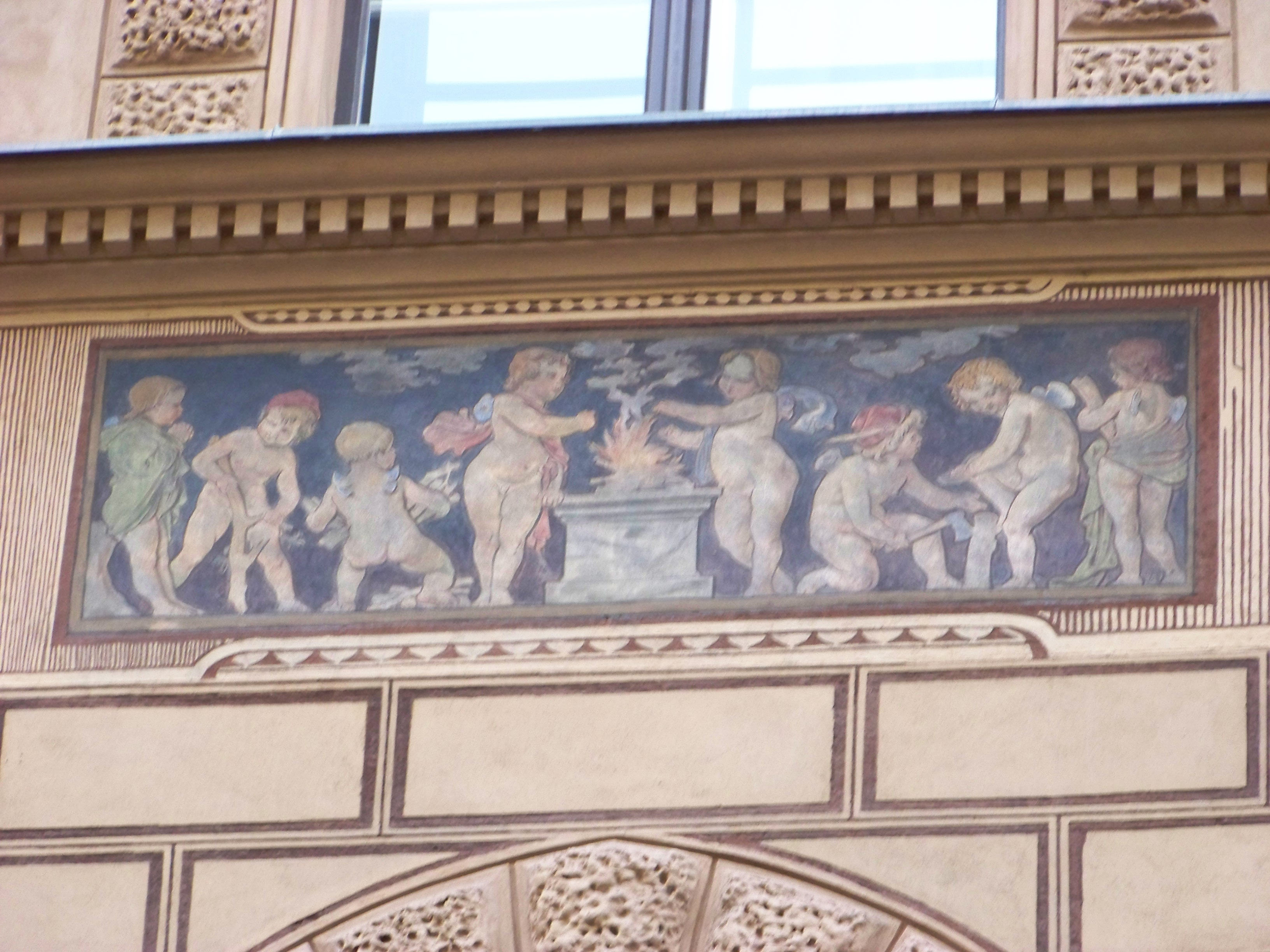
Malba Amorové udržují obětní oheň
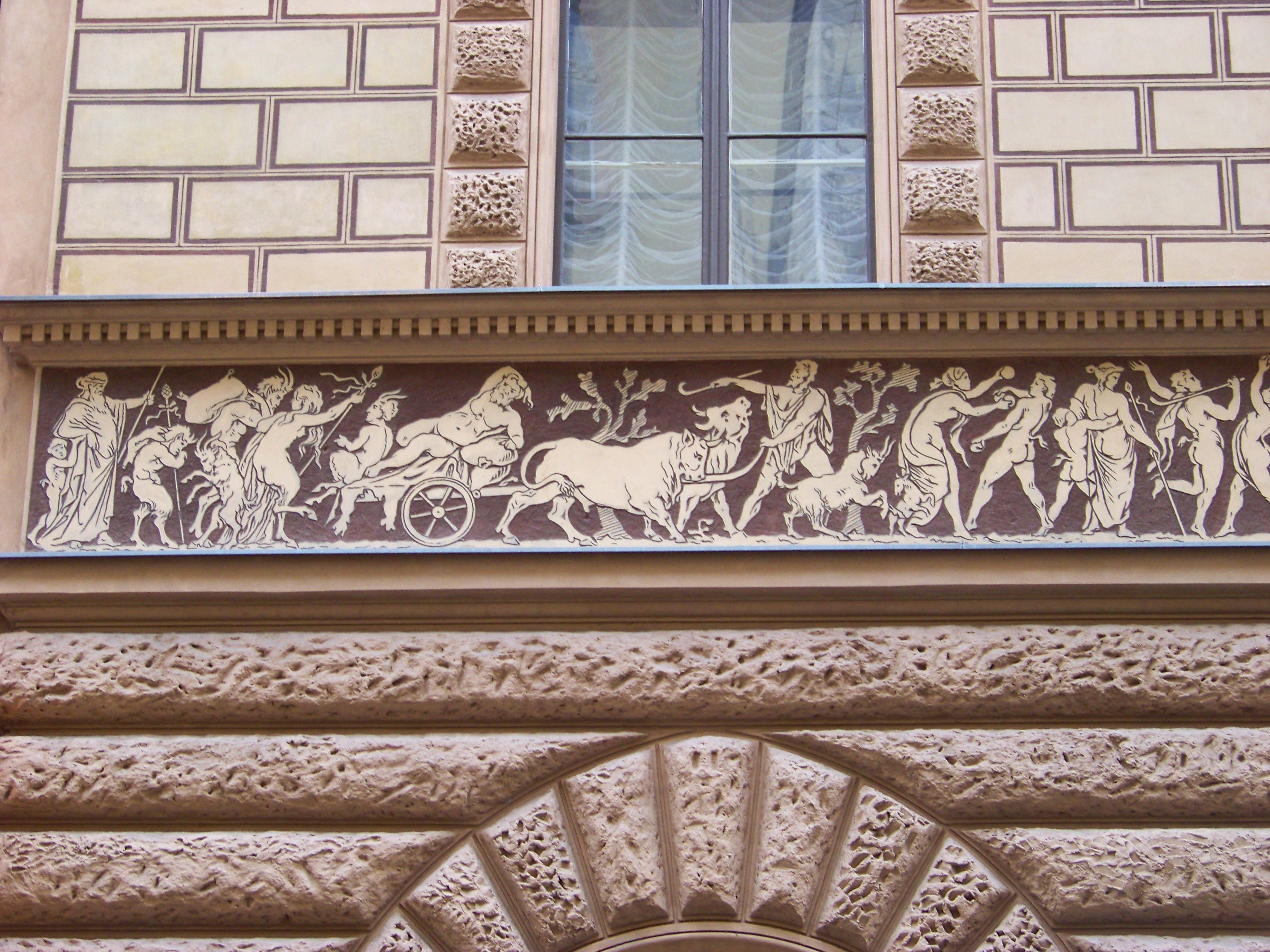
Sgrafito – průvod satyrů
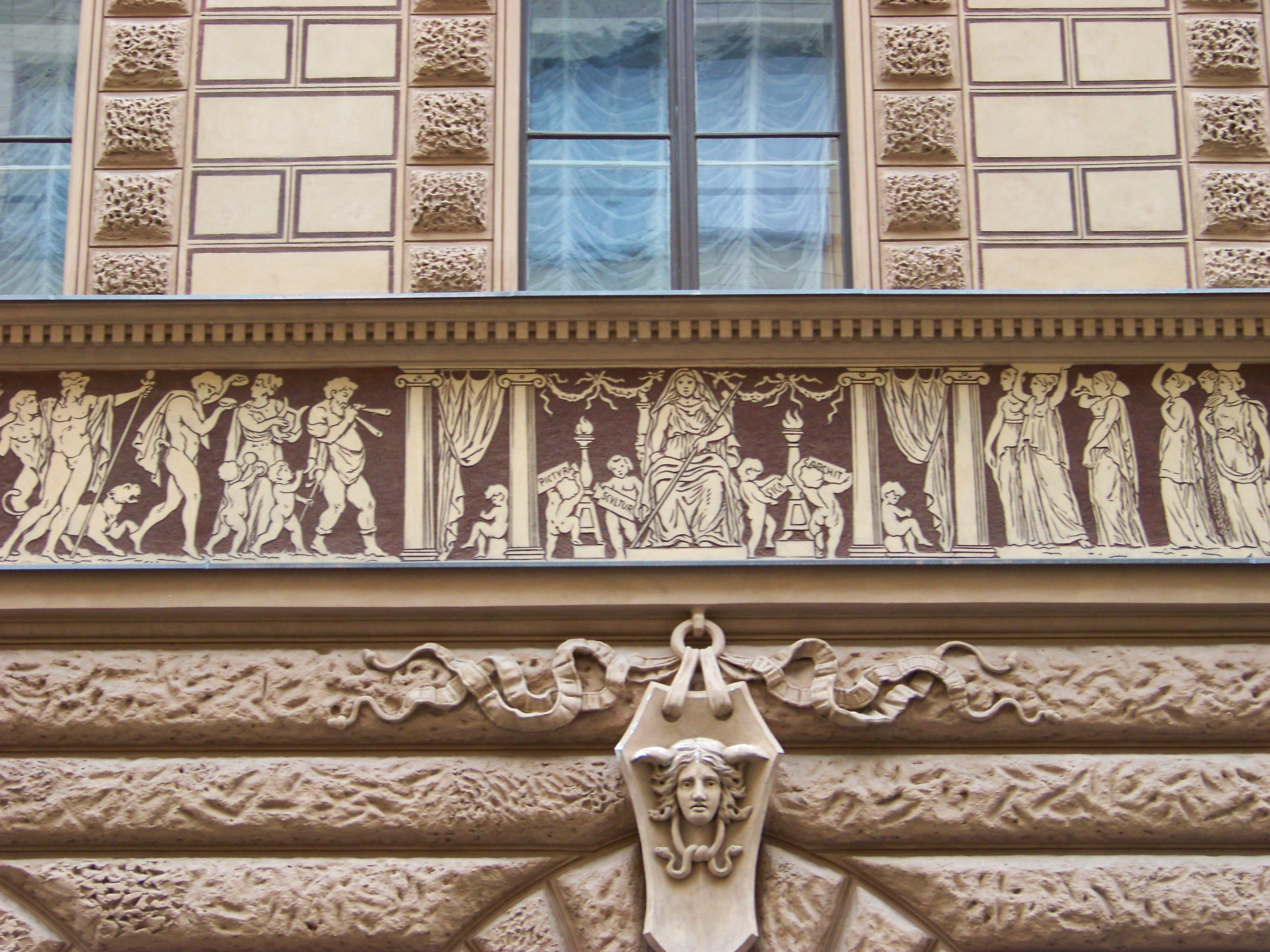
Sgrafito chrám Umění – nad vchodem hlava Medusy